# ولادیمیر نیکلایویچ اورلوف
ولادیمیر نیکلایویچ اورلوف (انگلیسی: Vladimir Nikolayevich Orlov)؛ (زاده ۳۱ دسامبر ۱۸۶۸ - درگذشته ۲۹ اوت ۱۹۲۷) یکی از خاندان اورلوف و از نزدیک‌ترین مشاوران نیکلای دوم (روسیه) بود و بین سال‌های ۱۹۰۶ تا ۱۹۱۵ به ریاست کابینه نظامی تزار منصوب شد.

## زندگی‌نامه
در سال ۱۹۰۳، اورلوف، که لقب «اورلوف چاق» داشت، به تزار معرفی شد و با دخترش اولگا شاهزاده کنستانتین اسپرویچ بلوسلسکی- بلوزرسکی ازدواج کرد. پسرش شاهزاده نیکلاس ولادیمیرویچ اورلوف (۱۸۹۱–۱۸۹۱) در سال ۱۹۱۷ با شاهزاده روسیه نادیدا پتروفنا رومانوف اورلوف ازدواج کرد.
اورلوف همچنان پست فرماندهی نظامی خود را حفظ کرد تا اینکه در مبارزه قدرت با راسپوتین در قفقاز در ۱۹ اوت ۱۹۱۵ توسط تزار برکنار شد.

## تبعید و مرگ
اورلوف، بدنبال تحولات پس از انقلاب روسیه ۱۹۱۷ به فرانسه تبعید شد، او در ۲۹ اوت ۱۹۲۷ در پاریس درگذشت.